# Philippe Levève
Philippe Levève est un footballeur français, né le Modèle:Fate à Tours (Indre-et-Loire), qui évolue au poste d'attaquant du milieu des années 1980 jusqu'au début des années 1990.